# 양산중앙역
양산중앙역(Yangsanjungan Station, 梁山中央驛)은 대한민국 경상남도 양산시 중부동에 건설되고 있는 부산 도시철도 2호선, 양산선의 전철역이다.
부산 도시철도 2호선은 양산역 북단의 인상선을 양산종합운동장 남쪽 도로로 연장해 역을 지으며, 양산 도시철도 개통과 동시에 영업을 개시하여 환승역이 될 예정이다.

## 연혁
- 2024년 12월 18일: 역명 확정[2]